# Haywardina cuculi
Haywardina cuculi är en tvåvingeart som först beskrevs av Friedrich Georg Hendel 1914.  Haywardina cuculi ingår i släktet Haywardina och familjen borrflugor. Inga underarter finns listade i Catalogue of Life.